# دونوهيو ضد ستيفنسون
دونغهو وستيفنسون كان قرار المحكمة العليا في قضية دونات شوي ضد ستيفنسون [1932] قرار محكمة في قضية دستس لا علاقة له بالقانون وقانون الضرر الإنجليزي من قبل مجلس اللوردات. فقد أرسى الأساس للقانون الحديث للإهمال، الذي أرسى المبادئ العامة لواجب الرعاية.

## الملخص
وتعرف هذه الحالة أيضاً باسم «سنسفيل بايسلي» أو «سنسويل في القنينة»، وقد تضمنت تناول السيدة دونوغوي زجاجة من جعة الزنجبيل في مقهى في بيزلي، رينفريوشاير. وكان هناك سناط ميّت في القنينة. ثم وقعت في حالة صحية سيئة، وقضت على السيد ستيفنسون، الشركة المصنعة لبيرة الزنجبيل. فقد أكد مجلس اللوردات أن الجهة المصنعة مدينة بواجب العناية بها، الذي تم انتهاكه، لأنه كان من المتوقع إلى حد معقول أن يؤدي عدم ضمان سلامة المنتج إلى إلحاق الضرر بالمستهلكين. كما كانت هناك علاقة مباشرة كافية بين المستهلكين ومصنعي المنتجات.
وفي نظر دونوغي ستيفنسون فإن المسؤولية عن الإصابة الشخصية المترتبة على الضرر تعتمد عادة على إظهار الضرر البدني الذي يلحق مباشرة (التعدي على الشخص) أو بشكل غير مباشر (التعدي على القضية). ولم يكن مرض السيدة دونوغوي بسبب استهلاكها لمادة ضارة مؤهلاً لأن تصبح كذلك، لذا فإن الرأي التقليدي كان أن السيدة دونوغوي لم يكن لها أي مطالبة مستدامة في القانون.غير أن القرار يخلق أساسا نوعا جديدا من المسؤولية في القانون لا يعتمد على أي فئة معترف بها سابقا من المطالبات التي تنطوي على الفتنة. وكانت هذه خطوة تطورية في القانون العام بشأن الضرر والجُرح، حيث انتقل من المسؤولية الصارمة القائمة على الاتصال البدني المباشر إلى نظام قائم على الخطأ لا يتطلب سوى الإصابة. وقد اتخذ هذا التطور في القرار اللاحق الذي اتخذه ليتانج ضد كوبر [1965]  عندما تقرر أنه لا ينبغي التدافع عن الأفعال بشكل مشترك في التعدي والإهمال، بل في الإهمال وحده.

## الحقائق
وفي مساء يوم الأحد الموافق 26 أغسطس 1928، وأثناء عطلة جلاسجو تراديس، أخذت دونوغوي قطارا إلى بايسلي، رينفريوشاير. في بيزلي، ذهبت إلى مقهى ويلمرج. طلب أحد الأصدقاء، الذي كان معها، خوخًا وآيس كريم اسكتلندي، ومزيج من الآيس كريم وجعة الزنجبيل، من دونوغوي. مالك المقهى، أحضر فرانسيس مينجلا، وعاء من الآيس كريم وصبّ عليه جعة الزنجبيل من زجاجة بنية وغير شفافة تحمل علامة «د. ستيفنسون، غلين لين، بيزلي».
وعلاوة على ذلك، وعلى الرغم من أن الزجاجة كانت تحمل علامة ستيفنسون، إلا أن مكبيد يشير إلى أنه من الممكن ألا تنتمي إليه في الأصل. وغالبًا ما يتم إعادة استخدام الزجاجات، وفي هذه العملية تتم إعادتها أحيانًا إلى الشركة المصنعة غير الصحيحة. وعلاوة على ذلك، زعم ستيفنسون في البداية أنه لم يصدر زجاجات تطابق الوصف الذي قدمه دونوغوي.
شربت دونوغو بعض الآيس كريم تطفو. ولكن عندما قام صديق دونوغوي بصب بيرة الزنجبيل المتبقية في الوعاء، طفأ سنسنة محللة من الزجاجة أيضاً. ادعت دونوغوي أنها شعرت بالمرض من هذا المنظور، واشتكت من ألم في البطن.وطبقاً لبياناتها الأخيرة عن الحقائق، وكان من المطلوب منها استشارة طبيب في 29 أغسطس/آب وتم قبولها في عيادة غلاسكو الملكية «لعلاج الطوارئ» في 16 سبتمبر/أيلول. تم تشخيصها فيما بعد بالستهاب المعدة والأمعاء الحاد والصدمة.
كان ديفيد ستيفنسون يصنع جعة الزنجبيل، الذي أدار شركة تنتج جعة الزنجبيل والليمونادة في 11 و12 غلين لين، بايسلي، على بعد أقل من ميل واحد من مقهى Wellmeadow. كانت تفاصيل الاتصال بالشركة المصنعة لبيرة الزنجبيل على ملصق الزجاجة وسجلها صديق دوونوغوي.
وبعد ذلك اتصل دونوغوي وأصدر تعليماته إلى والتر ليتشمان، وهو محام محلي وعضو مجلس مدينة تصرفت شركته لصالح أصحاب المطالبات في قضية مماثلة من الناحية الوقائعية، وهي شركة موللين ضد شركة بير وشركاه المحدودة، قبل أقل من ثلاثة أسابيع [3] .
وعلى الرغم من الحكم الصادر في شركة Mullen، أصدرت شركة Leechman أمراً بالنيابة عن شركة دونوغوي ضد ستيفنسون في 9 أبريل/نيسان 1929.طالبت المحكمة بتعويض قدره 500 جنيه إسترليني، وهو المبلغ نفسه الذي استرداده صاحب المطالبة في شركة Mullen في البداية، و 50 جنيه استرليني في التكاليف. المبلغ الإجمالي الذي حاولت دونوغوي استرداده يعادل 27 ألف جنيه استرليني على الأقل في عام 2012.

### التعالي
تحرير الادعاءات الكاملة التي أدلى بها دونوغي قدمت في خمس من السليل، والتي ادعت أن ستيفنسون كان من واجب الرعاية إلى دونوغي لضمان أن الحلزونات لم تدخل في زجاجات جعة الزنجبيل، ولكن أنه خرق هذا الواجب بعدم توفير نظام لتنظيف الزجاجات بفعالية، وهو نظام كان من المفترض أن يستخدم عادة في العمل وكان ضرورياً نظراً لأن جعة الزنجبيل كانت مخصصة للاستهلاك البشري.
وادعي أن عدم فعالية نظام التنظيف قد نجم عن ترك الزجاجات في أماكن «كان من الواضح أن القواقع تتمتع بحرية الوصول إليها... والتي في الواقع، وقد وجد أن القواقع وممرات القنص كانت موجودة في كثير من الأحيان»، ادعاء وصفه ماثيو شابمان بأنه «غير مبرر إلى حد ما». ويزعم أن هذا الخرق في الخدمة قد تسبب في دونوغوي اللاحق.
ورد ستيفنسون على السليل بإنكار أن أي من زجاجات جعة الزنجبيل التي كان يمتلكها كانت تحتوي على حلزونات «وأن الإصابات المزعومة مبالغ فيها بشكل فادح... أي مرض يعاني منه [صاحب المطالبة] كان بسبب سوء حالته الصحية في ذلك الوقت». رداً على ال وفي قضية إبراين، قال ستيفنسون (1) إن الدعوى لا تستند إلى أساس قانوني، (2) أن الوقائع لا يمكن إثباتها، (3) أنه لم يتسبب في إصابة دونوغوي (4) وأن المبلغ المطالب به مفرط.

### الخلفية القانونية
تحرير الإصابات الناجمة عن المنتجات المعيبة كانت المطالبة عادة على أساس عقد بيع بين البائع والمستهلك. ولكن دونوغوي لم يكن لها علاقة تعاقدية مع مينغهيلا لأنها لم تكن قد اشترت جعة الزنجبيل؛ وبينما كانت صديقتها قد تعاقدت من خلال تقديم الطلب، فإنها لم تتعرض لأي إصابة. كما أن الشركة لم تكن قد تعاقدت مع ستيفنسون، الشركة المصنعة. ولذلك كان على دونوغوي المطالبة بالتعويض عن الأضرار الناجمة عن الإهمال.
وقد ثبت أنسيل ضد ووترهاوس في عام 1817 أن المسؤولية القانونية قد تنشأ عن فعل أو امتناع عن فعل «يتعارض مع الواجب الذي يوجهه عليه القانون في القضية المعنية» (أي الإهمال). بيد أنه لا يوجد واجب عام في الرعاية، وبالتالي لا توجد مسؤولية عامة عن السلوك المهمل. ولم تُمنح إلا استثناءات محدودة من هذه القاعدة وجدت فيها الواجبات في ظروف محددة، وكان معظمها له خلفية تعاقدية.
كانت السابقة الأكثر صعوبة بالنسبة لشركة دونوغي هي شركة مولين إيه جي بار آند كو المحدودة، وهي محكمة قضايا عقدت مؤخراً. وفي مولين، عثر طفلان، هما جون وفرانسيس مولين، وجياني أوريبين، على فئران ميتة بشكل منفصل في زجاجات جعة الزنجبيل التي صنعتها شركة إيه جي بار وشركاه، وادعى أن هذه الفئران أصبحت مريرة من خلال شرب السائل الملوث. وفي جلسات استماع منفصلة عقدت في جلاسجو ومحكمة عمدة جرينوك على التوالي، نجح أوربين في المطالبة بالتعويض بينما لم ينجح مولينس في المطالبة بالتعويض. وقد طعن الطرفان الخاسران في كلتا القضيتين أمام محكمة الدورة.
وفي محكمة الدورة، زعم أصحاب المطالبات أنه على الرغم من عدم وجود أدلة مباشرة على أن الشركة المصنعة كانت مهملة في إعداد جعة الزنجبيل، فإن الإهمال يمكن أن يفترض (شركة «بيسا لوكيتور») من مجرد وجود فئران ميتة في زجاجات جعة الزنجبيل. غير أن المحكمة حكمت على أصحاب المطالبات. وقد قررت الأغلبية أن شركة AG Barr & Co Ltd قد قامت، على أساس الوقائع، بنقض افتراض الإهمال، وأن مصنعي المنتجات لا يدينون إلا، على أساس قانوني، بواجب رعاية المستهلكين النهائيين إذا كانت هناك علاقة تعاقدية بين الطرفين؛ وإذا تم الامتناع عن تعريض المنتج للخطر عمداً (وفي هذه الحالة قد يكون هناك أيضاً ادعاء بحدوث تزوير)؛ أو إذا لم يكن هناك تحذير من خطورة بعض المنتجات، مثل المتفجرات. ولم يستسلم إلا اللورد هانتر، الذي خلص أن الإهمال المستنتج وأن حقيقة أن محتويات القنينة لا يمكن فحصها (بسبب الزجاج الداكن) أدت إلى واجب معين في الرعاية يسمح للمستهلكين بالمطالبة بالتعويض عن الأضرار.
ولكن لا أحد من الظروف التي يمكن فيها العثور على الإهمال في حالات المسؤولية عن المنتجات المطبقة على دونوغي: فبيرة الزنجبيل ليست خطيرة في جوهرها، ولا أن ستيفنسون تعمد تشويه التهديد الذي يشكله. ومع ذلك، فقد زعم محامي دونوغوي أن المصنعين يدينون أيضاً بواجب الرعاية تجاه المستهلكين النهائيين إذا لم يكن من الممكن فحص السلع قبل استخدامها، وهو استثناء ينطبق على دونوغوي.

## الحكم
وقد نظر في أول إجراء عارض أمام محكمة الدورة في 21 أيار/مايو 1929 أمام اللورد مونكرييف. وبعد رفع الجلسة، أضيف مينغهيلا كمدافع في 5 حزيران/يونيه؛ ومع ذلك، فقد تم التخلي عن المطالبة ضده في 19 تشرين الثاني/نوفمبر، بسبب عدم وجود علاقة تعاقدية مع دونوغوي (قام صديق دونوغوي بشراء جعة الزنجبيل) وعدم قدرته على فحص محتويات زجاجة الزجاج السوداء.وفي 12 كانون الأول/ديسمبر، مُنحت شركة مينجهيلا وستيفنسون مطالبة بالتعويض عن تكاليف مجمعة قدرها 108 جنيه إسترليني من 3d جنيه إسترليني مقابل دونوغي بسبب هذا التقاضي المهجور. غير أنه سُجل في 20 كانون الأول/ديسمبر أن دونوغوي لم يدفع التكاليف التي مُنحت إلى مينغهيلا.
وقد نظر في القضية اللورد مونكرييف في البيت الخارجي في 27 حزيران/يونيه 1930. وفي حكمه الذي صدر في اليوم نفسه، قال إنه ينبغي، كمبدأ عام، أن تكون هناك مسؤولية عن التحضير للاغذاء بإهمال.
إنني لا أتردد في الرأي القائل بأن الذين يتعاملون مع إنتاج الأغذية أو إنتاج السوائل لأغراض المشروبات لا ينبغي أن يسمعوا ليقتردوا جهلهم بالخطر النشط الذي سيصحبون بمنتجاتهم، نتيجة لأي ملاحظة ناقصة للنظافة في أي مرحلة من مراحل عملية التصنيع ... وفي رأيي أن الطعام الملوث الذي يتم عرضه للبيع هو من بين أكثر السلع «منافية للعقل» فعالية، وأن التعامل مع مثل هذا الطعام أو إعداده أمر بالغ الأهمية للاستدلال على واجب ما.ولا أرى لماذا ينبغي أن يؤدي فعل الإهمال إلى إطلاق سراح الجهة المصنعة المهملة من واجب ما أو أن تتحمل له دفاعاً تكميلياً بسبب الخطر وعدم الإعلان عن نفسه.
قانون السوابق القضائية الإنجليزي الذي يشترط أن يكون المسؤولية عن الإصابات الناجمة عن سلع لا تشكل خطورة جوهرية على أساس تعاقدي (خرق الضمان) قد تم استبعادها من قِبل اللورد مونكرييف (مستشهداً بجون سالموند) لضيق النهج ولأنه لم يكن هناك قرار أدرجه في قانون الأسكتلنديين. وأخيراً، على الرغم من تشابه شركة Mullen من حيث الوقائع، فقد تم إغفالها من خلال «قراءة وثيقة للغاية للآراء السابقة».

### محكمة الجلسة، الدائرة الداخلية
واستأنف ستيفنسون القضية أمام البيت الداخلي، حيث استمع إليها نفس القضاة الأربعة الذين وجدوا ضد مولين: اللورد ألنيس (كاتب العدل اللورد)، واللورد أورميديل، واللورد هانتر، واللورد أندرسون. وفي الحكم الصادر في 13 تشرين الثاني/نوفمبر 1930، أشاروا جميعا إلى بياناتهم في مولين، اللورد ألنس وأيدوا أقوالهم في ذلك، ملاحظين أن «الفرق الوحيد - وبقدر ما أستطيع أن أرى، فإنه ليس فارقا ماديا - بين تلك الحالة [مولن] وهذه الحالة [دونوغي] هو أننا كنا نتعامل مع الفأر في زجاجة جعة الزنجبيل، وهنا نتعامل مع سنفل في زجاجة جعة الزنجبيل». وهكذا، سمح اللورد ألنيس، اللورد أورميديل، واللورد أندرسون بالاستئناف بينما كان اللورد هانتر ساينتر.

### مجلس اللوردات
وفي 25 شباط/فبراير 1931، قدم دونوغوي التماسا إلى مجلس اللوردات. كما سعت (وتلقت فيما بعد) إلى الحصول على إذن بمتابعة القضية في حالة فقير شكلي (مع حالة الندرة) ــ وهي الحالة التي لم تسع إليها لأسباب مجهولة في محكمة الدورة ــ وقدمت إفادة خطية مشفوعة بيمين تعلن فيها «أنا في غاية الفقر، ولا يساوي في العالم كله مبلغ خمسة جنيهات ولم يكن من المفترض أن تكون الملابس التي أرتديتها وموضوع الاستئناف السابق قد استثنيته إلا...». وقد أيد هذا الادعاء الوزير واثنين من كبار السن في كنيسته، وكان يعني أن دونوغوي لم يكن مطلوباً منها توفير الأمن مقابل التكاليف في حال فقدت الاستئناف.(وافق فريقها القانوني على العمل كمحترف بونو.
وقد تم تقديم الالتماس، واستمع إلى الاستئناف في 10 و 11 كانون الأول/ديسمبر 1931 من اللورد بوكي، واللورد أتكين، واللورد توملين، واللورد ثانكرتون، واللورد ماكميلان. ويشير بيان تكميلي صادر عن أوراق الاستئناف في دونوغوي إلى أن محاميها، جورج مورتون كي سي وويليام ميليغان (محامي الرب ومستشار الملكة الخاص فيما بعد)، قد جادلا بأن «أي شخص يقوم بعملية، مثل صنع مادة، وقد تنشأ في ظروف معينة علاقة بين واجب مستقل في العقد، ويتوقف مدى هذا الواجب في كل حالة على الظروف الخاصة للقضية».كما زعموا أن ستيفنسون مدينة بواجب الحرص على تصنيع جعة الزنجبيل لأن الزجاجات المختومة كانت غير شفافة، وبالتالي لم يكن من الممكن فحصها، ولأن بيرة الزنجبيل كانت مخصصة للاستهلاك البشري.
ورد مستشار ستيفنسون، ويلفرد نورماند كي سي (الوكيل العام لاسكتلندا ثم اللورد القانوني) وجيمس كليدي (الذي كان فيما بعد رئيس محكمة الاستئناف ومستشار الملكة الخاص) قائلاً: «لقد أصبح الآن راسخاً في القانون الإنجليزي والإسكتلندي على حد سواء في القضية العادية (وهذا هو) لا يقع على عاتق المورد أو الشركة المصنعة للمادة أي واجب على أي شخص ليس له علاقة تعاقدية معه».وأنكروا أن بيرة الزنجبيل كانت خطيرة في جوهرها أو أن ستيفنسون أدرك أن المنتج خطير (الاستثناءان اللذان رسما لإيجاد واجب الرعاية)، وزعم أن الاستثناء الثالث الذي كان دونيوغوي يحاول تقديمه لم يكن له أساس في سابقة.
أصدر مجلس اللوردات حكماً في 26 مايو/أيار 1932 بعد تأخير طويل غير عادي لأكثر من خمسة أشهر منذ جلسة الاستماع. المحكمة التي حكمت بأغلبية 3-2 والتي كشفت قضية دونوغوي عن سبب للعمل. وكانت الأغلبية تتألف من اللورد آتكين، واللورد ثانكرتون واللورد ماكميلان.
قال اللورد آتكين: «لا أعتقد أن مشكلة أهم قد شغلت لوردشنك في عملكم القضائي، وهي مهمة بسبب ما لها من تأثير على الصحة العامة وبسبب الاختبار العملي الذي تطبقه على النظام الذي تنشأ بموجبه». واستناداً إلى بحثه الخاص، فإن الأسكتلنديين والقانون الإنجليزي متطابقان في اشتراط وجود واجب العناية بالإهمال، وشرح مبدأ جاره العام بشأن متى ينشأ واجب الرعاية.
وفي الوقت الحاضر، أكتفي بالإشارة إلى أنه في القانون الإنجليزي يجب أن يكون هناك، وهو مفهوم عام للعلاقات يؤدي إلى واجب الرعاية، لا توجد حالات معينة في الكتب إلا. إن المسؤولية عن الإهمال، سواء أكنت تشبه أو تتعامل معه كما في الأنظمة الأخرى كنوع من «الذنب»، لا تشكل بلا أدنى شك استناداً إلى شعور عام من المخالفات الأخلاقية التي يتعين على الجاني أن يتحمل ثمنها.ولكن الأعمال أو الإغفالات التي قد ينصرها أي قانون أخلاقي لا يمكن في عالم عملي أن تعامل على النحو الذي يعطي لكل شخص يضره طلباً للإعفاء. وبهذه الطريقة تنشأ قواعد قانونية تحد من نطاق الشاكين ومدى سبل الانتصاف. فالقاعدة التي تقول إنك تحبّ جارتك تصبح في القانون، ولا يجب أن تؤذي جارتك؛ وسؤال المحامي، من هو جاري؟ تلقي رد مقيد.يجب أن تحرص بشكل معقول على تجنب الأعمال أو الإغفالات التي يمكنك توقعها بشكل معقول، والتي من المحتمل أن تؤدي إلى إصابة زميلك المجاور. من هو جاري في القانون إذن؟ يبدو أن الإجابة على هذا التساؤل ـ الأشخاص الذين يتأثرون بشكل مباشر ووثيق بفعل عملي، إلى الحد الذي يجعلهم يتأملون في أن يتأثروا بهذه الدقة حين أوجه عقلي إلى الأفعال أو الإغفالات التي تسمى في الواقع.
ينبغي عليك تجنب الأعمال أو الإغفالات التي يمكنك توقعها بشكل معقول، والتي من المحتمل أن تلحق الضرر بجارك. من الذي يجري في القانون إذن؟ ويبدو أن الإجابة ــ الناس الذين يتأثرون بشكل مباشر ووثيق بعمله ــ هي إلى الحد الذي قد يؤمل أن تتأثر بهذه الدقة عندما أخاطب عقلي الأفعال أو الإغفالات التي يطلق عليها فعليا.وأضاف قائلا إنه ينبغي أن يكون هناك واجب على جميع المصنعين في الحصول على "مواد الاستخدام المنزلي المشترك"، مع إدراج الأدوية والصابون ومنتجات التنظيف كأمثلة على ذلك. "لا أعتقد أن قضائنا لا يسوء إلى حد أن نفترض أن مبادئه بعيدة عن الاحتياجات العادية للمجتمع المتحضر والادعاءات العادية التي يبديها على أعضائه بما يحرم من سبل الانتصاف القانونية في الحالات التي يكون فيها من الواضح أن هناك خطأ اجتماعي.
ثم رفض اللورد آتكين القضايا التي لم تؤيد نهجه واستشهد بنجامين ن. كاردوزو في ماكفيرسون ضد شركة بويك موتور لصالح وجهة نظره.
وخلص إلى القول: إذا قبلت لوردشفينك الرأي القائل بأن هذه المرافعة تكشف عن سبب ذي صلة بالعمل، فإنك تؤكد على افتراض أن الاسكتلنديين والقانون الإنجليزي على حد سواء مصنعين للمنتجات، الذي يبيعه بشكل يبين أنه ينوي الوصول إلى المستهلك النهائي بالشكل الذي تركه له، دون إمكانية معقولة للفحص الوسيط، ومع العلم بأن غياب الرعاية المعقولة في إعداد المنتجات أو وضعها سيؤدي إلى إصابة حياة المستهلك أو ممتلكاته، فإنه من واجب المستهلك أن يأخذ هذه الرعاية المعقولة.وهو اقتراح لا أتجرأ على التصريح بأنه لا أحد في اسكتلندا أو إنجلترا كان ليشك ولو لحظة واحدة في أنه لم يكن محامياً. وسيكون من المزايا أن يوضح أن القانون في هذه المسألة، كما في معظم المسائل الأخرى، يتفق مع المنطق السليم. وأعتقد أنه ينبغي السماح بهذا الاستئناف.
ولقد حكم اللورد ثنكرتون بأن دونوغوي لم يكن لديها عقد مع ستيفنسون ، ولم تكن قضيتها مغطاة بأحد السيناريوهات التي تبين في وقت سابق أن واجب الرعاية كان واجباً في التعامل معها. غير أنه رأى أنه حيثما لا يمكن فحص السلع أو التدخل فيها، فإن الشركة المصنعة «قد قامت، من تلقاء نفسها، بتوطيد العلاقة المباشرة مع المستهلك، ونتيجة لذلك، يحق للمستهلك أن يعتمد على ممارسة الشركة المصنعة للعناية لضمان عدم إلحاق الضرر بالمستهلك»، وهو استثناء من عدم وجود واجب رعاية يسري على دونوغوي بوجه عام.
كما قال اللورد ثنكرتون إنه من المستحيل «وضع قائمة نهائية، وسط الأنواع المتفاوتة دائما من العلاقات الإنسانية، العلاقات التي ينشأ فيها واجب ممارسة الرعاية بخلاف العقد» وعلق قائلاً «ينبغي أن يؤسفني الاعتقاد بأن العناية الدقيقة التي يمليها المصنّع لاستبعاد التدخل أو التفتيش من قبل [البائع] ينبغي أن تعفي [البائع] من أي مسؤولية تجاه المستهلك دون أي مقابل تولي الشركة المصنعة لواجبها».
وقد فحص اللورد ماكميلان القضايا السابقة، وقال "إن القانون لا يأخذ في الاعتبار عدم الاكتراث بالتجريد. فهي لا تتعلق بالتقصير إلا عندما يكون هناك واجب الرعاية وحيث يكون الفشل في ذلك الواجب قد تسبب في ضرر". أما ما إذا كان هناك واجب أو خرق فسوف يخضع لفحص معيار الشخص المعقول. وهذه الظروف "يجب أن تتكيف وتتكيف مع الظروف المتغيرة للحياة. ففئات الإهمال لا تغلق أبدا".ويرى اللورد ماكميلان أن ستيفنسون أثبت طبقاً لهذا المعيار أنه لا مبالاة بترك الزجاجات حيث يمكن أن تصل إليها الحلزونات؛ وأنه مدين له بواجب رعاية نفسه باعتباره جهة تصنيع تجارية للأغذية والمشروبات؛ وأن الضرر الذي لحق بمدينة دونوغوي كان متوقعاً إلى حد معقول. ولذلك وجد أن دونوغي كان لديه سبب للعمل، وعلق بأنه "سعيد بأن يعتقد أنه فيما يتعلق بالمشكلة العملية للحياة اليومية التي يقدمها هذا الاستئناف ... فإن مبادئ [القانون الإنكليزي وقانون الإسكتلندي] تتفق بما فيه الكفاية مع العدالة والحس السليم "(ب) قبول المطالبة التي يسعى المستأنف إلى إثبات أساسها".
كانت الأقلية تتألف من اللورد باكماستر واللورد توملين واللورد باكماستر يركزان على السابقة وبدأ بالتحذير بأنه «على الرغم من أن مبادئ [القانون العام] قادرة على التطبيق لتلبية شروط جديدة لم تكن متصورة عندما وضع القانون، فإن هذه المبادئ لا يمكن تغييرها ولا يمكن أن تُدخل عليها إضافات لأن أي قضية تستحق التقدير تبدو خارج نطاق إمكاناتها». واعتبر أن هناك استثناءين معترف بهما فقط للاستنتاج بأن واجب الرعاية، وأيد حكم البارون ألدرسون في وينتربالأسفل v رايت بأن «القاعدة الآمنة الوحيدة هي قصر الحق في استرداد قيمة العقد على من يبرم؛ وإذا تجاوزنا ذلك بخطوة واحدة، فليس هناك ما يدعو إلى عدم تجاوز الخمسين».
رفض اللورد باكماستر جورج ضد سكيفنغتون،[20] معترفاً بأن «حالات قليلة يمكن أن تكون قد عاشت على نحو خطير وعاشت لفترة طويلة»، ورفض السماء كجابولا في نوفاراجيو (اللاتينية: «بلانك في حطام سفينة») لا علاقة لها بحالة دونوغوي؛ وكل من الدولتين «لابد وأن يدفن على نحو آمن إلى الحد الذي يجعل روحاتهما الغليقة غير قادرة على خس القانون». ولقد خلص إلى أنه لم يكن هناك تأييد قانوني عام لمطالبة دونوغوي ودعم حكم اللورد أندرسون في مولين.
"وفي حالة مثل الوقت الحاضر، حيث توزع سلع المدافعين على نطاق واسع في جميع أنحاء اسكتلندا، يبدو من قبيل الفظاعة أن يجعلوا هؤلاء المسؤولين أمام الجمهور عن حالة محتويات كل زجاجة تصدر عن أعمالهم. ومن الواضح أنه إذا كانت هذه المسؤولية ملقاة على المدافعين، فقد تُدعى إلى الوفاء بادعاءات التعويض التي لا يمكنها التحقيق فيها أو تأمينها.
وقد اتفق اللورد توملين مع اللورد باكماستر. وبينما اتفق مع اللورد آتكين على أن واجب العناية بمصنّع ما تجاه المستهلكين كان هو نفسه بغض النظر عن المنتج الذي أنتجته، وقال إنه يرى أنه لا يوجد واجب عام في الرعاية وأن وجود المنتج في حاوية محكمة الغلق لا يشكل أي فرق في التوصل إلى مثل هذا الواجب.كما أيد المخاوف من أن الاختبار الأوسع للمسؤولية الذي قام به اللورد آتكين كان سيسمح لكل شخص مصاب في حادث قطار فرساي بالمطالبة بتعويض من الشركة المصنعة للمحور الذي انكسر وتسبب في التصادم.
وقد تفاوت عدد الديسيديندي المقترح (اللاتيني: سبب القرار) في القضية من أضيق الحالات، وهو ما اقترحه جوليوس ستون، حيث كان هناك واجب «ألا نبيع زجاجات مشروبات غير شفافة تحتوي على حلزونات ميتة لأرامل الاسكتلنديين»، إلى الأعرض، وهو ما اقترحه اللورد نورماند، الذي كان أحد محامي ستيفنسون، والذي كان مبدأ جار اللورد آتكين هو النسبة.
ورغم أن مبدأ الجار كان جزءاً حاسماً من منطق اللورد آتكين، وبالتالي فإنه كان جزءاً من نسبة حكمه، فإن أياً من القضاة الآخرين في الأغلبية لم يبد أي تأييد صريح للمبدأ. ولذلك يقترح روبرت هوستون أن القضية لا تدعم سوى المطالبات التي يمكن أن تكون هناك واجبات في الضرر حتى لو لم يكن هناك عقد؛ وأن يكون على المصنعين واجب العناية بالمستهلكين النهائيين لسلعهم؛ وربما يكون الإهمال هو ضرر منفصل. "لا يمكن لأي قدر من الاستشهاد بعد وفاته نقل نفسه مع تأثير رجعي اقتراح من وضع مقولة بياضد [تمرير التعليقات] إلى حالة الديسيديندي النسبة.

### الأحداث اللاحقة
```
تعديل الأساس القانوني للمطالبة التي تمت تسويتها الآن، وعادت القضية إلى محكمة الدورة لجلسة استماع مقررة في يناير/كانون الثاني 1933. وفي جلسة الاستماع، كان على دونوغوي أن تثبت العناصر الوقائعية للقضية التي زعمت أنها كانت، بما في ذلك أن هناك حلزونة في بيرة الزنجبيل نتيجة إهمال ستيفنسون وأن هذا السنملة تسبب في مرضها ولكن ستيفنسون توفي في 12 نوفمبر 1932، وبعد أن بلغ من العمر 69 عاماً، وبعد ذلك بسنة واحدة، تم إدراج منفذي ستيفنسون باعتبارهم مدافعين عن الجانب الثالث في القضية. ومع ذلك، تمت تسوية الدعوى خارج المحكمة في ديسمبر 1934، وفقا لابن ليتشمان، 200 جنيه استرليني من 500 جنيه استرليني المطالب بها أصلا.
```

وقد انتقلت دونوغوي إلى 101 شارع مايتلاند مع ابنها هنري، في حوالي فبراير 1931؛ ثم انتقل إلى خارج البلاد عندما تزوج في عام 1937، ثم انتقلت بعد ذلك إلى 156 شارع جاميسون. وواصلت العمل كمساعدة في المتجر. في فبراير 1945، طلقت دونوغوي زوجها، الذي انفصلت عنه في عام 1928 والذي أصبح لديه الآن ولدان من قبل امرأة أخرى، ثم عادت إلى استخدام اسمها قبل الزواج. توفيت نتيجة نوبة قلبية في 19 مارس 1958، في سن 59 عاماً، في مستشفى غارتلوك للأمراض العقلية، حيث كانت تقيم لفترة قصيرة من الوقت نتيجة للمرض العقلي.وعلى الرغم من أنها مدرجة في شهادة الوفاة الخاصة بها باسم ماي ماكاليستر، إلا أنها كانت تعرف في ذلك الوقت باسم مابل هانا، بعد أن تبنت اسم والدتها قبل الزواج والاسم الأول لابنتها، التي توفيت عندما كانت في الحادية عشرة من عمرها.
وقد قامت أرملة ماري وابنه، ثالث ديفيد ستيفنسون في العائلة، بتسلم أعمال ستيفنسون. وقد أصبحت شركة محدودة (ديفيد ستيفنسون (شركة البيرة والمعادن)) في 1 يوليو 1950، وباعت الأسرة أسهمها في عام 1956. وقد تم هدم مصنع غلين لين الصناعي في الستينات.
وكان مقهى ويلمرج، حيث عثر على السَنِيل، مغلقاً في عام 1931؛ وقد هدم المبنى في عام 1959. وأصبح مينغهيلا، صاحب الشركة، بعد ذلك عاملا؛ ومات في 20 آذار/مارس 1970.

## الأهمية
كان مبدأ جار اللورد آتكين، الذي يقضي بأن الناس لابد وأن يتوخوا الحرص على عدم إلحاق الأذى بالآخرين الذين قد يتأثرون على نحو يمكن التنبؤ به بفعل عملهم أو تقاعسه عن العمل، بمثابة رد على سؤال طرحه أحد المحامين. 
وقد ذكر مبدأ الجوار نفسه لأول مرة فيما يتعلق بالقانون فرانسيس بولر في مقدمة للقانون المتعلق بالمحاكمات في نيسي بريوس، والتي طُبعت في عام 1768.
"الإصابات الناجمة عن الإهمال أو الحماقة. يجب على كل رجل أن يأخذ عناية معقولة بأنه لا يجرح جاره؛ ولذلك، حيثما يتلقى رجل أي أذى من جراء تقصير آخر، وإن كان الشيء نفسه غير مقصود، ولكن إذا كان ناتجا عن إهمال أو حماقة، فإن القانون يمنحه إجراء لاسترداد الضرر الذي لحق به.
في سابقة، كان هناك اقتراح أكثر بياضاً من قبل اللورد اشر في السماء -- pinder أن «كلما كان شخص ما من قبل الظروف وضعت في مثل هذا الموقف بالنسبة لآخر أن كل واحد من الحس العادي ... سوف يدرك في وقت واحد أنه إذا لم يستخدم الرعاية العادية والمهارة في وسيسبب سلوكه الخاص... خطراً على الشخص أو ممتلكات الآخر، ينشأ واجب استخدام الرعاية العادية والمهارة لتفادي هذا الخطر». بيد أن هذا النهج رفضه القاضيان الاخران في محكمة الاستئناف.محاولة اللورد ايشر إعادة تطبيق المبدأ في ملاحظات أخرى أكثر تلويفا في لي ليفر في جولد، حيث ذكر أن السماء فقط ثبت أنه قد يكون هناك واجب حتى لو لم يكن هناك عقد وأن هذا الواجب ينشأ إذا كان هناك تقارب بين الطرفين، لم ينجح أيضًا.
وكانت قضيتان من محكمة الاستئناف في نيويورك، هما توماس ضد وينشستر وماكفيرسون ضد شركة بويك موتور، لهما نفوذ أيضا في تشكيل مبدأ الجار. في توماس، كان توماس قد اشترى وأدار بيلادونا إلى زوجته بعد أن تم وضع ملصق خطأ من قبل وينشستر، تاجر، على الرغم من أنه ليس البائع، من العلاج على أنه مستخرج من داندليون . وقد أصيبت زوجة توماس بمرض خطير نتيجة لذلك، وقد نجح توماس في الإهمال، وقد تسبب سلوك وينشستر في خلق خطر وشيك يبرر العثور على واجب الرعاية.
وقد اعتمد هذا المبدأ في ماكفيرسون، حيث انهارت عجلة السيارات، فأصاب ماكفيرسون بجروح. فقد رفعت دعوى ضد الشركة المصنعة في قضية إهمال، كما رأت المحكمة أن الشركات المصنعة قادرة على فرض واجب الرعاية على المستهلكين النهائيين في ظروف محدودة.
"إذا كانت طبيعة شيء ما من هذا القبيل بحيث أنه من المؤكد بدرجة معقولة أن يضع الحياة والطرف في خطر عندما يكون ذلك بسبب إهمال، فإنه يصبح عندئذ شيئا من الخطر. فطبيعتها تنذر بالعواقب التي ينبغي أن نتوقعها. إذا كان عنصر الخطر هناك معرفة إضافية بأن الشيء الذي سيستخدمه أشخاص غير المشتري، ويستخدم دون اختبارات جديدة، فإن الشركة المصنعة لهذا الشيء من الخطر، بغض النظر عن العقد، تقع ضمن واجب جعلها بعناية ... وإذا كان مهملاً، وإذا كان من المتوقع أن يكون هناك خطر، فإن المسؤولية سوف تقع على عاتق من يقع عليه.
استخدم اللورد آتكين مفهوم الجيران القانونيين في خطاب إلى نادي هولدزورث بجامعة برمنغهام في 9 مايو 1930، حيث علق قائلاً: «الرجل الذي يسرق إلى جاره، والذي يعطيه خيبة الأمل، ليس شخصاً مشجراً بقانون الأخلاق، والقانون يفرض ذلك من خلال دعوى تتعلق بانتهاك العقد». في 28 أكتوبر 1931، قبل شهر واحد فقط من سماعه إلى دونوغوي، استخدم اللورد آتكين أيضاً المبدأ في ما يتعلق بالتشهير، والحنث باليمين، والاحتيال والإهمال في محاضرة في كلية الملك لندن.
«[الإنسان] لا يجرح جاره بأعمال الإهمال؛ وهذا بالتأكيد يشمل مجالا كبيرا جدا من مجالات القانون. وأشك في أن قانون الضرر برمته لا يمكن أن يتألف من الكسمان الذهبي الذي يجب أن يفعله لجيرانك كما تفعل بالنسبة لك».

### السابقة
تم مراجعة القضية من قبل فريدريك بولوك في طبعة 1933 من مجلة «مراجعة ربع سنوية للقانون»، وقد علق فيها بأنه لا شك في أهمية القرار وأنه «اتخذت خطوة ملحوظة في توسيع وتوضيح مفهومنا لواجب المواطن أمام القانون... ألا تحول الأشياء الخطيرة أو الضارة إلى أشياء فضفاضة على العالم».ومع ذلك، لم يلفت دونوغوي الانتباه إلى أي شيء آخر؛ ولم يكن من المفهوم سوى السابقة التي كانت الشركات المصنعة مسؤولة عن الأضرار التي تسببت بضائعها في المستهلكين النهائيين وليس وجود مبدأ عام للمسؤولية في الإهمال. فأغلبية محكمة الاستئناف (اللورد القاضي كوهين واللورد القاضي أسكيث)، إذن عقدت في كاندلر ضد كرين، عيد الميلاد وشركاه أن دونوغي لم يؤثر على المسؤولية المثيرة للفتنة بسبب الإهمال. وقد تغير هذا الفهم الضيق لدونوغي مع حالات هيدلي بيرن - هيلر في عام 1963، والمكتب المنزلي - شركة دورسيت لليخوت  في عام 1970.

### هيدلي بيرن - هيلر
في هيدلي بيرن، هيدلي بيرن، وكلاء الإعلانات، قد تم إبلاغهم بشكل غير مباشر من قبل هيلر وشركاه المحدودة، المصرفيين في ايسوبور، وهي شركة ترغب في تقديم طلب كبير، أن ايسوبر كانت «شركة ذات تكوين احترافي، تعتبر جيدة لأعمالها التجارية العادية».هيدلي بيرن  اعتمدت على هذه المعلومات ثم فقدت أكثر من 17000 جنيه إسترليني عندما دخلت ايسوبور في التصفية. مجلس اللوردات عقد أن هيلر كان مدينا لهيدلي بيرن واجب العناية لأنهم استخدموا مهارة خاصة لهدي بيرن ولأن هذه المهارة كانت تعتمد عليها الشركة (على الرغم من أن ادعاء الإهمال لم ينجح بسبب إخلاء المسؤولية المتضمنة في رسالة هيلر).
وقد نوقش طلب دونوغوي، وفي حين وافق جميع القضاة على أنه سيأخذ دونوغوي بعيدا جدا ليطبقه فورا على هيدلي بيرن، اقترح اللورد ديفلين أن «ما فعله اللورد آتكين هو استخدام مفهومه العام [مبدأ الجار] لفتح فئة من الحالات التي تؤدي إلى واجب خاص» وأن القضية يمكن أن توسع بشكل متزايد من واجب الرعاية.

### الصفحة الرئيسية مكتب الاستقبال - شركة دورسيت لليخوت
وكان مكتب الاستقبال تتويجا للانتقال من مهام الرعاية التي توجد في ظروف محددة إلى استخدام مبدأ الجوار كواجب عام في الرعاية. وفي وزارة الداخلية، أخذت وزارة الداخلية في عام 1962 مجموعة من الفتيان من إحدى القبور إلى جزيرة براونسي في ميناء بول، حيث فر سبعة منهم ليلاً واصطدمت يخا واحدا مع يخت آخر تابع لشركة دورسيت لليخوت. وقد أقامت الشركة دعوى قضائية ضد مكتب الاستقبال بسبب الإهمال، كما وجدت قضية أولية، هي ما إذا كانت وزارة الداخلية تدين بواجب الرعاية لشركة  دوريست لليخوت ، لصالح الشركة من قبل كل من المحكمة العليا ومحكمة الاستئناف. وقد تم استئناف القضية أمام مجلس اللوردات، الذي كان في حكم الأغلبية أن وزارة الداخلية تدين بواجب الرعاية.
ورفض اللورد ريد الذي أعطى الحكم القيادي الحجة القائلة بأنه لم تكن هناك سابقة للادعاء، معترفا بدلا من ذلك "بالاتجاه الثابت نحو قانون الإهمال كأنه يعتمد على المبدأ بحيث عندما تنشأ نقطة جديدة". ولا ينبغي للمرء أن يتساءل عما إذا كانت هذه السلطة مشمولة بالسلطة، بل ما إذا كانت المبادئ المعترف بها تنطبق عليها". ولقد زعم أن دونوغوي لابد وأن يطبق بالتالي في كل الظروف تقريباً.
«[دونوغوي] يمكن أن ينظر إليه على أنه معلم، والممر المعروف في كلمة اللورد آتكين إذا كنت أعتقد أنه يعتبر بمثابة بيان مبدأ. ولا ينبغي أن تعامل وكأنها تعريف قانوني. وسوف يتطلب هذا الأمر وضع شروط في ظل ظروف جديدة. لكنني أعتقد أن الوقت قد حان لكي نستطيع، بل ينبغي لنا، أن نقول إنه يجب أن ينطبق ما لم يكن هناك مبرر أو تفسير صحيح لاستبعاده».
وفي الحكم المخالف الوحيد، رأى فيسكونت ديلورن أن مبدأ الجار لم يكن من الممكن أن يطبق في جميع الظروف وأنه لا يمكن استخدامه إلا لتحديد من يستحق واجب الرعاية وليس من واجب عليه إذا وجد. «لا تهتم بما ينبغي أن يكون عليه القانون ولكن بما هو عليه. وغياب السلطة يبين أنه لا يوجد الآن أي واجب من هذا القبيل [لشركة دوركست لليخوت]. وإذا كان ينبغي أن يكون هناك أمر، أي، في رأيي، يتعلق بالهيئة التشريعية وليس بالمحاكم». ويبدي شابمان تعليقاته قائلا «إن هذا الاستنتاج يبدو جذابا ... بشكل واضح، فالنظام القديم، بل وحتى الذي لا يمكن الدفاع عنه في ضوء [دونوغوي] يبين مدى تحرك القانون في العقود الأربعة التي فصلت بين قرارين لمجلس اللوردات».

### شركة كابارو للصناعات - ديكمان
في عام 1990، نقح مجلس اللوردات مبدأ «الجوار» الذي كان يستند إليه اللورد آتكين ليشمل شواغل السياسة العامة التي تم التعبير عنها في شركة كابارو للصناعات - ديكمان. ويتطلب اختبار كابارو ثلاثي المراحل لتحديد واجب الرعاية 1'التنبؤ بالضرر، '2' علاقة تتسم بالقانون بأنها علاقة قريبة أو مجاورة و '3' أن تكون الحالة حالة ترى فيها المحكمة أنها عادلة؛ ومن المنطقي والعاجل أن يفرض القانون واجباً من نطاق معين على أحد الطرفين لصالح الطرف الآخر. وفي ولايات قضائية أخرى، مثل نيوزيلندا، يوجد الآن اختبار من جزأين لحالات الوقائع الجديدة، حيث يجب موازنة فرض واجب ما مع المسائل السياسية المنطبقة.

### القانون المقارن
```
إن حكم اللورد آتكين في دونوغي - ستيفنسون وتبريره المنطقي يشبهان إلى حد كبير الحكم والاستدلال الذي طبقته كاردوزو جيه في القضية الأميركية لشركة بالسجراف ضد شركة لونغ آيلاند للسكك الحديدية، (1928) قبل أربع سنوات. ورغم أن المعلقين لاحظوا التشابه في النهج، فإن القرار هو بالسجراف لم يستشهد به في أي من الحجتين أو في الأحكام الصادرة في دونوغوي، على الرغم من أن اللورد آتكين أشار إلى قرار سابق من كاردوزو جيه: ماكفيرسون ضد شركة بويك موتور.
```

### وكاستعارة
اليوم أصبحت التغيرات البعيدة المدى في قرار قانون الأضرار معروفة على نحو كاف بأن اسم القضية يستخدم كاستعارة. على سبيل المثال، وصف بنك باركليز ضد دبليو جيه سمس [1980] بأنه «رد الحق عن طريق الخطأ». كما ذكر أن قضية سلاد «يمكن أن يقال إنها قضية العقد دونوغوي ضد ستيفنسون». وعلى نحو مماثل، أطلق على جارفيس ضد سوانز تورز المحدودة [1972] اسم «قانون السياحة دونوغوي ضد ستيفنسون».

### الاحتفال
وفي عام 1990، نظمت نقابة المحامين الكندية، وكلية المحامين وجمعية الحقوق في اسكتلندا حج إلى بايسلي. وقد شمل ذلك عقد مؤتمر في قاعة مدينة بيزلي بعنوان «الحج إلى بيزلي: رحلة إلى دونوغوي - ستيفنسون». وفي عام 1992، تم الكشف عن نصب تذكاري لإحياء الذكرى في المؤتمر الذي انعقد في موقع مقهى ويلبو السابق، كما أضيفت إليه علامة في عام 2012؛ وتم استبدال الاثنين في عام 2012. وفي عام 1996، أنتج القاضي مارتن تايلور فيلماً وثائقياً عن القضية: «بيسلي سنايل».

### وجود الحلزون
في خطاب من المقرر أن يلقي في مايو 1942 (على الرغم من تأخيره الحرب العالمية الثانية)، اقترح اللورد العدالة ماككينون مازحا أنه قد ثبت أن دونوغوي لم تجد سناحا في القمقم.
«لكي أكون صريحًا تمامًا, أشعر بالاشمئزاز ... أعتقد أن [اللورد نورماند] لم يكشف لك أنه عندما كان القانون قد حسم من قبل مجلس اللوردات، عادت القضية إلى أدنبره لتُحاكم على الحقائق. وفي تلك التجربة تبين أنه لم يكن هناك قط حلزونة في القنينة. وكان ذلك الجهاز الهضمي المتطفل بمثابة خيال قانوني مثل الطارد غير الرسمي».
وهذا الادعاء، يشير إلى تشابمان، الذي ثبت نفسه كأسطورة قانونية؛ وقد كرره اللورد القاضي جينكينز في عام 1954 في ممارسة محكمة الاستئناف. ومع ذلك، لم يكن كل من ماكينون وجينكينز على علم بأن المحاكمة لم تمضي قدماً بسبب وفاة ستيفنسون ـ لم يتم نشر الأحداث التي تلت القضية إلا استجابة لمذكرة الممارسة. ويُعقد عموماً أن ما حدث في مقهى ويلبروج غير مؤكد ولن يكون معروفاً باليقين.

## الملاحظات
1. ↑  Scots law practice was to include both the الأسماء قبل وبعد الزواج of female دعوى قضائية in the form "maiden name (or married name)".[1]:1 The maiden name for Donoghue, however, has been listed as both "McAlister" and "M'Alister" in the law reports, even though she was born May McAllister.[2] "(Pauper)" indicates that Donoghue would have been unable to pay Stevenson's costs had she lost, but was granted an exemption from providing the required security.[3]

-1وكان من بين الممارسات التي مارستها قوانين الأسكتلات أن تتضمن أسماء المتقاضين الإناث المتزوجات والزواج في شكل «اسم عائلي قبل الزواج (أو اسم متزوج)». ومع ذلك، تم إدراج اسم عائلة دونوغوي في قائمة «مس الستير» و«م الينتير» في تقارير القانون، على الرغم من أنها ولدت في مايو مس الستير . "(Pauper)" تشير إلى أن دونوغي كانت قد تكون غير قادرة على دفع تكاليف ستيفنسون لو خسرت، ولكنها مُنِعَت إعفاءً من توفير الضمان المطلوب.
-2ورغم أن الصديق لم يُسمّى ولم يتم التعرف عليه، فإنه يشار إليه بـ «هي» في حكم مجلس اللوردات. وقد اقترح أن هذه المعلومات قدمها المحامي أثناء جلسة الاستماع.
-3تم خطأ تلصق لقب مينجلا على أنه «مينشلا» في تقارير القانون الخاصة بدونوغوي - ستيفنسون.
-4كان من المقرر أن يصدر الحكم في الأساس في الرابع عشر من إبريل/نيسان، ولكن تم تأجيله لأسباب مجهولة (رغم أن ألان روجر يقترح أن التأخير أعطى اللورد ماكميلان الوقت لإعادة كتابة خطابه).
-5كما أفيد بأن القضية قد تمت تسويتها بمبلغ 100 جنيه استرليني (من قبل ويليام مكبرايد على أساس معلومات من اللورد ماكميلان، والتي ربما سمع بها من اللورد نورماند، أحد محامي ستيفنسون) و500 جنيه استرليني (من قبل توماس دونوغوي، حفيد ماي دونوغوي؛ ومع ذلك، من المرجح أن يكون هذا المبلغ مبالغة لأنه المبلغ الذي طالب به دونوغوي في الأصل).
-6وعلى الرغم من أن تأليف مقدمة للقانون فيما يتعلق بالمحاكمات في نيسي بريوس قد نسب أيضا إلى اللورد باثرست.
-7إن النسخة الأصلية من رسالة «مكسيم الذهبي» تتطلب أن «لا تنتقم ولا تتحمل أي ضغينة ضد أبناء شعبك، ولكنك تحب جارك كزعتر».